# Diana Wilkinson
Diana Wilkinson   (Stockport, 17 de març de 1944) és una nedadora anglesa ja retirada, especialista en estil lliure, que va competir durant les dècades de 1950 i 1960.
Durant la seva carrera esportiva va prendre part en tots els Jocs de l'Imperi Britànic i de la Comunitat disputats entre 1954 i 1966, el Campionat d'Europa de natació de 1958 i 1962 i els Jocs Olímpics d'Estiu de 1960 i 1964.
Amb tan sols deu anys ja va participar en els Jocs de l'Imperi Britànic i de la Comunitat de 1954 a Vancouver. Disputà cinc edicions d'aquesta competició, amb un balanç d'una medalla de plata i quatre de bronze. En les dues edicions dels Campionat d'Europa de natació que disputà guanyà un total de tres medalles de plata i dues de bronze. En les dues edicions dels Jocs Olímpics d'Estiu que disputà no aconseguí arribar a la final en cap de les proves que disputà. També guanyà quatre campionats britànics dels 100 metres lliures (1961 a 1964) i el dels 200 metres lliures de 1962.